# Jamaame
Jamaame (arab. Dżamama) – miasto w Somalii; w regionie Dżuba Dolna; 192 700 mieszkańców (2006). Przemysł spożywczy.